# Gregorio Cruz
Gregorio Cruz (falecido em 1577) foi um prelado católico romano que serviu como bispo de Martirano (1569–1577).
Cruz foi ordenado sacerdote na Ordem dos Pregadores. No dia 1 de abril de 1569, foi nomeado bispo de Martirano durante o papado de Pio V. A 16 de abril de 1569, foi consagrado bispo por Scipione Rebiba, cardeal-sacerdote de Sant'Angelo in Pescheria, com Giulio Antonio Santorio, arcebispo de Santa Severina, e Thomas Goldwell, bispo de Santo Asaph, servindo como co-consagradores. Serviu como bispo de Martirano até à sua morte em 1577.